# Irans kärnkraftsprogram
Irans kärnkraftsprogram inleddes på 1950-talet under shahen Mohammad Reza Pahlavi med hjälp av USA som en del av programmet "Atomer för fred". 1967 stod det första forskningscentret för kärnkraft färdigt i Teheran (Tehran Nuclear Research Center) med en 5 MW forskningsreaktor för höganrikat uran. 1968 undertecknade Iran Ickespridningsavtalet och öppnade därmed för kontroll från Internationella atomenergiorganet (IAEA), och 1973 inrättades Irans atomenergiorganisation för att reglera och utveckla landets kärnteknikindustri, som kom att omfatta alla moment inom uranhanteringen. Amerikanska och västeuropeiska regeringars deltagande i Irans nukleära program fortsatte till revolutionen 1979, som ledde till Mohammad Reza Pahlavis fall.
Kontroversen om Irans nukleära program berör i synnerhet frågan om landets underlåtenhet att deklarera känslig anriknings- och upparbetningsteknik till Internationella atomenergiorganet (IAEA). Anrikning kan användas för att producera uran antingen för reaktorbränsle eller, till högre anrikningsnivå, för kärnvapen. Iran säger att deras kärnenergiprogram är fredligt, och hade år 2010 anrikat uran till anrikningsgrader lägre än 5 %, vilket är normalt för bränsle för civila kärnkraftverk.  Iran hävdar också att man var tvungen att ta till sekretess sedan amerikanska påtryckningar fått flera av deras nukleära avtal med utländska regeringar att falla igenom. Efter att IAEA:s styrelse rapporterat Irans brott mot sitt avtal om säkerhetskontroll till FN:s säkerhetsråd, krävde rådet att Iran avbryter sin nukleära anrikningsverksamhet. Irans tidigare president Mahmoud Ahmadinejad har dock hävdat att sanktionerna är "olagliga" och införda av "arroganta makter", och att Iran har beslutat att fullfölja kontrollen av sin egen beskrivna fredliga kärnkraftsprogram genom "dess lämpliga rättsliga väg", det internationella atomenergiorganet. Agerandet och utsikterna har framkallat en omfattande internationell aktivitet.

## Historik

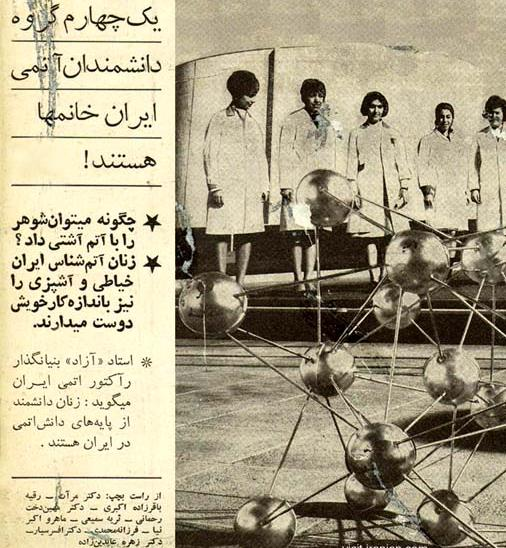
Utdrag från en iransk dagstidning från 1968. Fotot visar några kvinnor framför en av Teherans forskningsreaktor.

### 1950- och 1960-talet
Grunden för Irans kärnkraftsprogram las den 5 mars 1957 då ett förslag på överenskommelse gällande forskning om fredlig användning av atomenergi annonserades.

### 1970-1978[12]
1974 tillkännagjorde Mohammad Reza Pahlavi en målsättning att bygga 23 000 MW kärnkraft (cirka 23 reaktorer) för att styra om landets tillgångar på olja och gas till export istället för elproduktion. Preliminära samarbetsavtal avseende 4 reaktorer tecknades med Siemens KWU och Framatome.
1975 påbörjade Siemens KWU uppförandet av två PWR-reaktorer i Bushehr, snarlika den tyska reaktorn Biblis B. Efter den islamiska revolutionen 1979 avbröts samarbetet, med Bushehr-1 väsentligen färdigställd och Bushehr-2 halvfärdig. Anläggningen skadades av irakiska luftangrepp under 1980-talet, men senare har Bushehr-1 färdigställts och var 2017 den enda operativa civila kärnkraftsreaktorn i Iran.
I oktober 1977 tecknades kontrakt med Framatome om uppförande av två PWR-reaktorer i Arkūten. Arbetet hade nätt och jämnt påbörjats när den revolutionen pågick i januari 1979, och kontraktet annullerades slutgiltigt i april 1979. Betydande delar av kraftverkets komponenter var redan färdigställda i Frankrike, och kom att omdirigeras till att användas vid uppförandet av två "extra" reaktorer vid kärnkraftverket Gravelines i Frankrike, block 5 och 6. Dessa togs i drift 1985.

### 1979-2000
Efter iranska revolutionen 1979 lades utvecklingen tillfälligt ner och det hemliga forskningsprogrammet upplöstes av Ayatollahn Ruhollah Khomeini. Denne hade allvarliga religiösa reservationer mot kärnvapen, som han ansåg onda i termer av muslimsk rättspraxis. Småskalig forskning sattes åter igång under Iran-Irak kriget och genomgick betydande expansion efter ayatollahns död 1989. Irans kärnvapenprogram har omfattat flera forskningsanläggningar, två urangruvor, en forskningsreaktor och upparbetningsanläggningar för uran, inklusive tre kända verk för urananrikning.

### 2000- och 2010-talet
År 2000 togs utvecklingen upp igen i större skala och efter förseningar stod Irans första kärnkraftverk, kärnreaktorn nr I i Bushehr komplett med stor hjälp av ryska myndigheten Rosatom. Den invigdes officiellt den 12 september 2011. Iran har meddelat att man arbetar på ett nytt 360 MW kärnkraftverk beläget i Darkhovin. Iran har också meddelat att man kommer att försöka få fram fler medelstora kärnkraftverk och urangruvor i framtiden.

## Reaktorer
| Station         | Typ                  | Netto- effekt    | Byggstart    | Första nätanslutning | Kommersiell drift | Övrigt               |
| --------------- | -------------------- | ---------------- | ------------ | -------------------- | ----------------- | -------------------- |
| Bushehr 1 (KWU) | Siemens-KWU PWR      | 1293 MWe (gross) | 1975-01-05   |                      |                   | Bygget avbrutet 1979 |
| Bushehr 2 (KWU) | Siemens-KWU PWR      | 1293 MWe (gross) | 1975-01-05   |                      |                   | Bygget avbrutet 1979 |
| Darkhovin 1     | Framatome 3-loop PWR | 910 MWe          | Januari 1979 |                      |                   | Bygget avbrutet 1979 |
| Darkhovin 2     | Framatome 3-loop PWR | 910 MWe          | Januari 1979 |                      |                   | Bygget avbrutet 1979 |
| Bushehr 1       | VVER V-446           | 915 MWe          | 1996-01-01   | 2011-09-03           | 2013-09-23        |                      |
| Bushehr 2       | VVER V-466B          | 1050 MWe         | 2017-03-14   |                      |                   |                      |

## Kärnkraft vs kärnvapen
Det råder misstankar om att kärnkraftsprogrammet varit (är) en täckmantel för Iran att kunna forska om kärnvapen. I november 2011 publicerade Internationella atomenergiorganet IAEA en IAEA-rapport där huvudpoängen var att Iran faktiskt hade bedrivit forskning och experiment i syfte att utveckla kärnvapenkapacitet. För första gången redogör IAEA-rapporten på djupet för landets detonator-utveckling, flerpunktsinitiering av högexplosiva sprängämnen, och försök att integrera nukleär nyttolast i en missil för leveransen. Iran förkastade detaljerna i rapporten och anklagade IAEA för pro-västerländsk partiskhet och hotade att minska sitt samarbete med IAEA. Den amerikanska kongressens utredningstjänst sammanfattade dock IAEA:s rapporter så här 2012: "IAEA har aldrig rapporterat att Iran försökt utveckla kärnvapen". 

## Internationella avtal
Irans kärnkraftsavtal, eller Iranavtalet, är ett avtal mellan USA, Ryssland, Storbritannien, Kina, Frankrike, Tyskland och Iran som slöts 2015. Det stadgar bland annat att Irans möjligheter till att anrika uran och landets nuvarande innehav ska begränsas, i utbyte mot att omvärlden lyfter sina ekonomiska sanktioner mot Iran.
När avtalet slöts kritiserades det kraftigt av Israels premiärminister Benjamin Netanyahu, som kallade det för ett "historiskt misstag". Han ansåg att avtalet var farligt för den framtida utvecklingen av situationen i Mellanöstern. Netanyahu ansåg även att avtalet var bräckligt och att det trots allt gav Iran möjligheter att utveckla kärnvapen. Även från republikanskt håll i USA kritiserades avtalet. Senatens minoritetsledare Chuck Schumer (demokrat) kritiserade också avtalet.
Under presidentvalet i USA 2016 var Iranavtalet en av de särskilt uppmärksammade utrikespolitiska frågorna. Samtliga presidentkandidater i republikanernas primärval riktade skarp kritik mot avtalet. Republikanernas presidentkandidat Donald Trump (som senare var president 2017-2021) hade som ett av sina vallöften att lämna avtalet och eventuellt förhandla fram ett nytt avtal. Likt andra republikaner var Trump bland annat kritisk mot att det aktuella avtalet inte gav USA möjlighet att när som helst kalla in kärnvapeninspektörer, eftersom en eventuell dispyt om inspektion gav Iran 24 dagars utrymme.
Den 8 maj 2018 meddelade USA:s dåvarande president Donald Trump att USA skulle dra sig ur Iranavtalet och återinföra ekonomiska sanktioner mot Iran. Grunden för Trumps beslut att överge avtalet var bland annat att underrättelserapporter från Israel uppgavs visa att Iran brutit mot avtalet och fortsatt att utveckla sitt kärnvapenprogram.
I början av januari 2020, efter USA:s mord på Qasem Soleimani, meddelade Iran att man inte längre skulle avstå från att tillverka höganrikat uran, vilket tolkades som att landet helt och hållet övergav kärnteknikavtalet.

## Platser med anknytning till kärnkraftsprogrammet
- Arak – fabrik för utvinning av tungt vatten
- Bushehr – kärnreaktor av lättvattenstyp
- Isfahan – anläggning för anrikning av uran
- Natanz – anläggning för urananrikning
- Saghand – gruvdrift, brytning av uran